# Luray, Virginia
Luray är administrativ huvudort i Page County i Virginia. Vid 2010 års folkräkning hade Luray 4 895 invånare. Domstolsbyggnaden i Luray byggdes 1832–1833.